# Gianmario Vianello
Gianmario Vianello (Venezia, 6 maggio 1923 – 18 maggio 2008) è stato un politico e partigiano italiano, eletto nella IV e V legislatura alla Camera dei deputati.

## Biografia
Sposato con Alba Finzi, milita durante la Resistenza nella Brigata "Biancotto" col nome di battaglia di "Piero". Nel dicembre del 1944 venne arrestato e incarcerato, venendo liberato al termine del conflitto.
Laureato in lettere e filosofia, giornalista. Dopo la Liberazione prosegue l'impegno politico diventando funzionario del PCI, venendo eletto alla Camera dei deputati alle elezioni politiche del 1963 e poi venendo confermato anche a quelle del 1968. Concluse il mandato parlamentare nel 1972.
Morì il 18 maggio 2008, pochi giorni dopo aver compiuto 85 anni.